# Tadeusz Nowak (prawnik)
Tadeusz Nowak (ur. 3 stycznia 1929, zm. 12 sierpnia 2002) – polski prawnik, profesor nauk prawnych, nauczyciel akademicki Uniwersytetu im. Adama Mickiewicza w Poznaniu i Uniwersytetu Szczecińskiego, specjalista w zakresie prawa karnego i postępowania karnego.

## Życiorys
Uzyskał tytuł naukowy profesora. Był nauczycielem akademickim Wydziału Prawa i Administracji Uniwersytetu im. Adama Mickiewicza w Poznaniu w Zakładzie Postępowania Karnego oraz
Wydziału Prawa i Administracji Uniwersytetu Szczecińskiego w Katedrze Postępowania Karnego, której był kierownikiem. Był także wykładowcą Wyższej Szkoły Hotelarstwa i Gastronomii w Poznaniu.
Pod jego kierunkiem stopień naukowy doktora otrzymali Jan Grajewski (1975), Hanna Paluszkiewicz (1997) i Paweł Wiliński (2002).
Uhonorowano go publikacją: Współczesny polski proces karny: księga ofiarowana Profesorowi Tadeuszowi Nowakowi, red. Stanisław Stachowiak, seria: Prace Wydziału Prawa i Administracji Uniwersytetu im. A. Mickiewicza w Poznaniu t. 6, Poznań 2002.

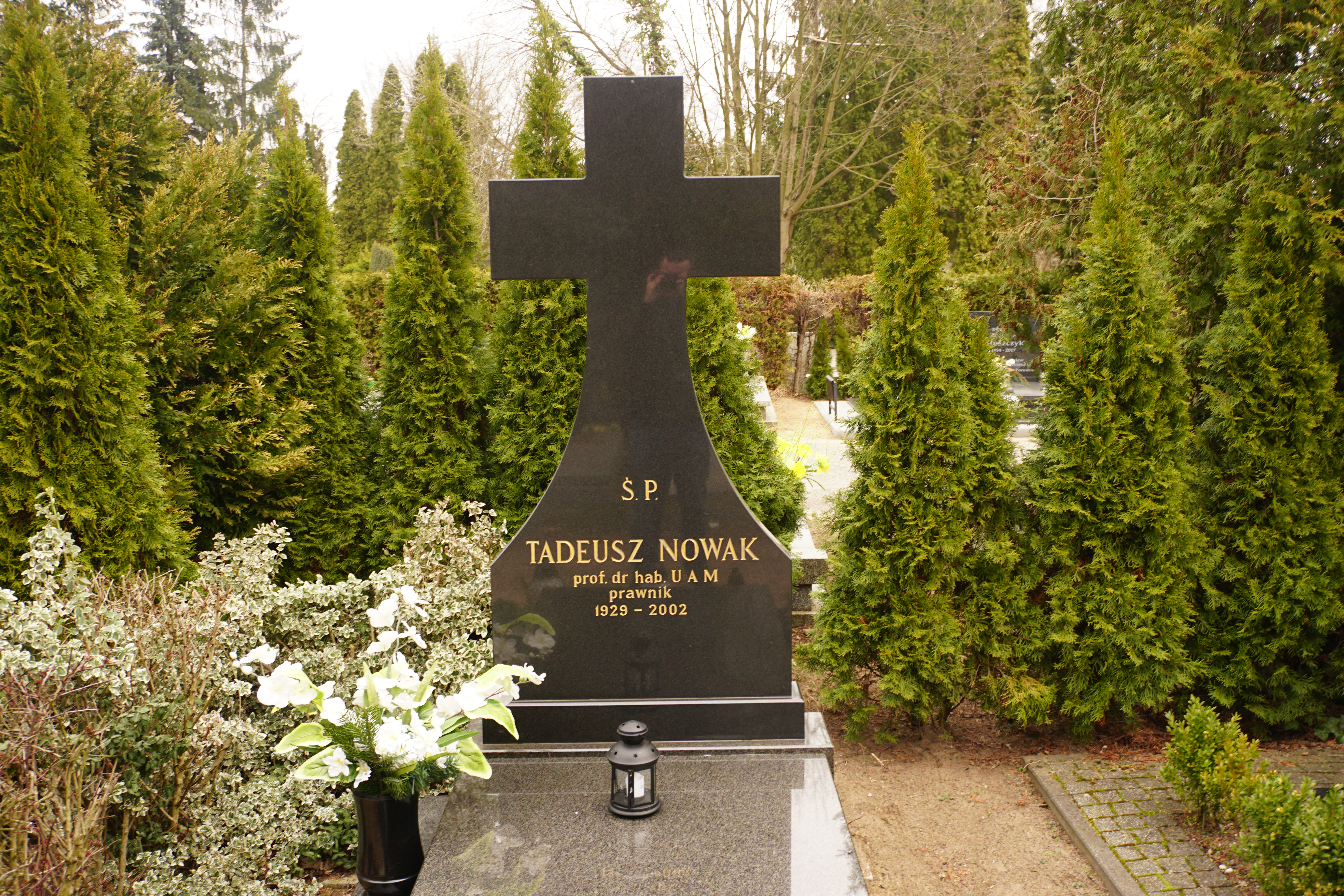
Grób profesora Tadeusza Nowaka na Cmentarzu Junikowskim

Został pochowany na cmentarzu Junikowo w Poznaniu (oznaczenie grobu: AZ-2-L-9B).

## Wybrane publikacje
- Dowód z opinii biegłego w polskim procesie karnym, Poznań 1966
- Zasada bezpośredniości w polskim procesie karnym, Poznań 1971
- Funkcja wychowawcza prawa, Warszawa 1971
- Postępowania szczególne w procesie karnym, Poznań 1976
- Dowód z dokumentu w polskim procesie karnym, Warszawa 1982 (wyd. 2 uzupełnione, Warszawa-Poznań 1993)
- Proces karny. Część szczególna, Poznań 1996 (współautorzy: Wiesław Daszkiewicz, Stanisław Stachowiak; wyd. 2, 1996)
- Prawo karne procesowe. Dynamika postępowania, Poznań-Bydgoszcz 2000 (współautor: Stanisław Stachowiak)[4]